# Padogobius nigricans
Padogobius nigricans és una espècie de peix d'aigua dolça, de clima temperat i demersal,de la família dels gòbids i de l'ordre dels perciformes.

## Descripció
Els mascles poden assolir 12,5 cm de longitud total i les femelles 7 cm. Tenen un nombre de vèrtebres: 29-30. La reproducció té lloc al maig i el juny, i és territorial durant la temporada d'aparellament. S'alimenten d'invertebrats.

## Distribució
Es troba a Europa: rius de la Itàlia occidental central (Arno, Tíber, Ombrone i Serchio). És inofensiu per als humans.
Es troba amenaçat d'extinció a causa de la destrucció del seu hàbitat natural, l'extracció d'aigua, l'augment de la temperatura de l'aigua, la contaminació i la introducció d'espècies exòtiques (sobretot de Padogobius bonelli).